# Las Nieves (Agusan del Norte)
Las Nieves is een gemeente in de Filipijnse provincie Agusan del Norte op het eiland Mindanao. Bij de laatste census in 2007 had de gemeente ruim 25 duizend inwoners.

## Geografie

### Bestuurlijke indeling
Las Nieves is onderverdeeld in de volgende 20 barangays:
| - Ambacon - Balungagan - Bonifacio - Durian - Casiklan - Consorcia - Eduardo G. Montilla - Ibuan - Katipunan - Lingayao | - Malicato - Maningalao - Marcos Calo - Mat-i - Pinana-an - Poblacion - San Isidro - Tinucoran - Rosario - San Roque |

## Demografie
Las Nieves had bij de census van 2007 een inwoneraantal van 25.203 mensen. Dit zijn 3.673 mensen (17,1%) meer dan bij de vorige census van 2000. De gemiddelde jaarlijkse groei komt daarmee uit op 2,20%, hetgeen hoger is dan het landelijk jaarlijks gemiddelde over deze periode (2,04%). Vergeleken met de census van 1995 is het aantal mensen met 2.237 (9,7%) toegenomen.

De bevolkingsdichtheid van Las Nieves was ten tijde van de laatste census, met 25.203 inwoners op 582,69 km², 43,3 mensen per km².